# 1953 en littérature
| Années de la littérature : 1950 - 1951 - 1952 - 1953 - 1954 - 1955 - 1956    |
| Décennies de la littérature : 1920 - 1930 - 1940 - 1950 - 1960 - 1970 - 1980 |

Cet article présente les faits marquants de l'année 1953 en littérature.

## Événements
- 9 février : Lancement du premier titre de la collection Le Livre de poche, Kœnigsmark de Pierre Benoit, sous l'impulsion d'Henri Filipacchi, alors secrétaire général de la librairie Hachette. La nouveauté du concept réside dans le fait de mettre à la portée du plus grand nombre, à travers son format et son prix, beaucoup de textes littéraires jusque-là réservés à une élite.
- Création au Québec des éditions de l'Hexagone, dont le nom évoque ses six fondateurs constituant la première équipe éditoriale : Gaston Miron, Olivier Marchand, Gilles Carle, Mathilde Ganzini, Louis Portugais et Jean-Claude Rinfret. Paraît en août leur première publication : Deux sangs, un recueil composé de poèmes de Gaston Miron et d'Olivier Marchand accompagnés des illustrations de Mathilde Ganzini.

## Presse
- Mars : Après de multiples rachats et changements de nominations, la revue théâtrale française L'Avant-Scène se fixe sous ce nom.
- 16 mai : Premier numéro de L'Express, fondé par Françoise Giroud et Jean-Jacques Servan-Schreiber.
- Décembre : Premier numéro de Playboy.

## Parutions

### Essais
- Roland Barthes, Le Degré zéro de l'écriture (avril).
- Gilles Deleuze, Empirisme et subjectivité. Essai sur la nature humaine selon Hume, éd. Presses universitaires de France, 152 pages.
- P. de Latil, La pensée artificielle, éd. Gallimard, 322 p.
- George Padmore, The Gold Coast Revolution : the Struggle of an African People from Slavery to Freedom.
- Gaëtan Picon, L'écrivain et son ombre, éd. Gallimard.
- María Rostworowski, Pachacútec Inca Yupanqui, Imprenta Torres Aguirre.

### Poésie
- Yves Bonnefoy, Du mouvement et de l'immobilité de Douve.
- Alain Borne, En une seule injure.
- Gaston Miron et Olivier Marchand, Deux sangs, illustrations de Mathilde Ganzini, publication inaugurale de L'Hexagone, Québec.

### Romans

#### Auteurs francophones
- Jean Giono, L'Homme qui plantait des arbres.
- Alain Robbe-Grillet, Les Gommes.
- Françoise Sagan, Bonjour tristesse.
- Boris Vian, L'Arrache-cœur (février).
- Henri Vincenot, Je fus un saint.
- Claude Orcival, Ton pays sera mon pays, Gallimard, coll. nrf.

#### Auteurs traduits
- Ray Bradbury, Fahrenheit 451.
- Ian Fleming, Espions faites vos jeux (Casino Royale), première apparition de James Bond.

### Théâtre
- 3 janvier : Création à Paris de En attendant Godot, pièce de Samuel Beckett.
- 22 janvier : Les Sorcières de Salem, pièce d’Arthur Miller, est jouée à Broadway.
- 28 mars : Médée, pièce de Jean Anouilh.
- 14 octobre : L'Alouette, pièce de Jean Anouilh.

## Récompenses et prix littéraires
- 13 octobre : Sir Winston Leonard Spencer Churchill (Winston Churchill) reçoit le prix Nobel de Littérature.
- Voir la liste des Prix du Gouverneur général 1953.
- Prix Pulitzer de la fiction: Le Vieil Homme et la Mer d’Ernest Hemingway
- Prix Goncourt : Les Bêtes de Pierre Gascar.
- Prix Renaudot : La Dernière Innocence de Célia Bertin.
- Prix Femina : La Pierre angulaire de Zoé Oldenbourg.
- Prix Interallié : L'Air sur la quatrième corde de Louis Chauvet
- Grand prix du roman de l'Académie française : Mort en fraude de Jean Hougron.
- Prix des Deux Magots : Touchez pas au grisbi ! d'Albert Simonin
- Prix du Quai des Orfèvres : Sophie et le crime de Cécil Saint-Laurent (pseudonyme de Jacques Laurent).
- Prix du roman populiste : La Terre et le Sang de Mouloud Feraoun.

## Principales naissances
- 7 janvier : Patrick Breuzé, journaliste et écrivain français.
- 30 janvier : Sophie Chauveau, écrivaine et metteuse en scène française.
- 4 février : Yannick Guilbaud, écrivain français.
- 13 avril : Dany Laferrière, écrivain québécois d'origine haïtienne.
- 25 mai : Eve Ensler, autrice américaine de théâtre et d'autofiction.
- 3 juillet : Jeong Chan, écrivain sud-coréen.
- 17 août : Herta Müller, romancière allemande d'origine roumaine, prix Nobel de littérature en 2009.
- 16 septembre : Nancy Huston, écrivain canadienne francophone.
- 15 octobre : Walter Jon Williams, écrivain américain de science-fiction.
- 15 décembre : Robert Charles Wilson, écrivain canadien de science-fiction.

Date indéterminée
- Pierre Fréha, écrivain français.
- Arif Molliqi, écrivain kosovar.

## Principaux décès
- 8 novembre : Ivan Bounine, écrivain russe, prix Nobel de littérature 1933.
- 9 novembre : Dylan Thomas, écrivain et un poète britannique.